# Algoritmo LLL
El algoritmo de simplificación de bases de retículos de Lenstra–Lenstra–Lovász (LLL) es un algoritmo de simplificación de retículos de complejidad polinomial inventado por Arjen Lenstra, Hendrik Lenstra y László Lovász en 1982. Dada una base {\displaystyle \mathbf {B} =\{\mathbf {b} _{1},\mathbf {b} _{2},\dots ,\mathbf {b} _{d}\}} con coordenadas enteras n-dimensionales , de un retículo L en Rn con {\displaystyle \ d\leq n}, el algoritmo LLL devuelve una base del retículo LLL-reducida (pequeña, casi ortogonal) en tiempo
{\displaystyle O(d^{5}n\log ^{3}B)\,}
donde B es la longitud más larga de los {\displaystyle b_{i}} bajo la norma euclídea.
Las aplicaciones originales eran dar algoritmos de complejidad polinomial para factorizar polinomios que coeficientes racionales, para encontrar aproximaciones racionales simultáneas a los números reales, y para resolver el problema de la programación lineal entera en dimensiones fijadas.

## Simplificación del LLL
La definición exacta de LLL-reducido es la siguiente: Dada una base
{\displaystyle \mathbf {B} =\{\mathbf {b} _{1},\mathbf {b} _{2},\dots ,\mathbf {b} _{n}\},}
se definen su base ortogonal obtenida por el proceso de ortogonalización de Gram-Schmidt
{\displaystyle \mathbf {B} ^{*}=\{\mathbf {b} _{1}^{*},\mathbf {b} _{2}^{*},\dots ,\mathbf {b} _{n}^{*}\},}
y los coeficientes de Gram-Schmidt 
{\displaystyle \mu _{i,j}={\frac {\langle \mathbf {b} _{i},\mathbf {b} _{j}^{*}\rangle }{\langle \mathbf {b} _{j}^{*},\mathbf {b} _{j}^{*}\rangle }}}, para cada {\displaystyle 1\leq j<i\leq n}.
Entonces la base {\displaystyle B} es LLL-reducida si existe un parámetro {\displaystyle \delta } en (0.25,1] tal que se cumplen las siguientes condiciones:
1. (Tamaño reducido) Para {\displaystyle 1\leq j<i\leq n\colon \left|\mu _{i,j}\right|\leq 0.5}. Por definición, esta propiedad garantiza la reducción de la longitud de la base.
2. (Condición de Lovász) Para k = 2,3,..,n {\displaystyle \colon \delta \Vert \mathbf {b} _{k-1}^{*}\Vert ^{2}\leq \Vert \mathbf {b} _{k}^{*}\Vert ^{2}+\mu _{k,k-1}^{2}\Vert \mathbf {b} _{k-1}^{*}\Vert ^{2}}.

Llegados a este punto, estimando el valor del parámetro{\displaystyle \delta }, podemos concluir cómo de bien se reduce la base. A mayores valores de {\displaystyle \delta } mayores reducciones de la base.
Inicialmente, A. Lenstra, H. Lenstra and L. Lovász demostraron el algoritmo de simplificación LLL algoritmo para {\displaystyle \delta ={\frac {3}{4}}}.
Nótese que si bien el algoritmo de simplificación LLL está bien definido para {\displaystyle \delta =1}, la complejidad de tiempo polinomial está garantizada solo para {\displaystyle \delta \in (0.25,1)} .
El algoritmo LLL calcula bases LLL-reducidas. No se conoce un algoritmo eficiente que calcule una base cuyos vectores sean tan pequeños como sea posible para retículos de dimensiones mayores que 4. Sin embargo, una base LLL-reducida es casi tan pequeña como sea posible, en le sentido de que hay unas cotas absolutas {\displaystyle c_{i}>1} tal que el primer vector de la base no es más de {\displaystyle c_{1}} veces más largo que el vector más corto del retículo,
el segundo vector de la base es igualmente {\displaystyle c_{2}} más largo como máximo que el segundo vector más corto, y así sucesivamente.

## Implementaciones en lenguajes computacionales
LLL está implementado en
- Arageli como la función lll_reduction_int.
- fpLLL como implementación que se ejecuta en local.
- GAP como la función LLLReducedBasis.
- Macaulay2 como la función LLL en el paquete LLLBases.
- Magma como las funciones LLL y LLLGram (tomando una matriz de Gram).
- Maple como la función IntegerRelations[LLL].
- Mathematica como la función LatticeReduce.
- Number Theory Library (NTL) como la función LLL.
- PARI/GP como la función qflll.
- Pymatgen como la función analysis.get_lll_reduced_lattice.
- Sage como el método LLL llevado a cabo por fpLLL y NTL.